# ESPN Deportes Radio
ESPN Deportes Radio fue una cadena de radio deportiva estadounidense fundada y producida por el conglomerado deportivo ESPN, en sí propiedad de The Walt Disney Company. Su programación consistía en programas de entrevistas por teléfono y análisis de los comentaristas de la radio sobre varios eventos deportivos como el fútbol, el fútbol americano, el béisbol y el boxeo.
La cadena poseía emisoras en 15 estados del país. También emitía en Puerto Rico y se podía recibir su señal en el norte de México. Se encontraba disponible al nivel nacional en Estados Unidos por la proveedora de radio satelital Sirius XM Radio en el canal 149.
La cadena cesó sus transmisiones el 8 de septiembre de 2019.

## Programación
ESPN Deportes Radio basaba su programación en noticias deportivas y análisis en español, con un énfasis en el fútbol.
Tanto ESPN Deportes como su contraparte anglófona ESPN Radio fueron excluidas de la venta de la compañía ABC Radio de Disney a Citadel Broadcasting, y después a Cumulus Media. La cadena tenía su estación base en la emisora WMYM en Miami, Florida, la cual no era propiedad de Disney (fue vendida en 2015, cuando emitía programación de Radio Disney) pero previamente había sido operada por la empresa.

## Cierre
El 11 de junio de 2019, ESPN anunció que la cadena ESPN Deportes Radio cesaría sus emisiones el 8 de septiembre de 2019 debido a la migración del público objetivo hacia plataformas en línea, la falta de una fuerte cultura deportiva en las comunidades hispanas de Estados Unidos y los costos, gastos y dificultades de administrar una cadena de radio a tiempo completo. ESPN planeaba en convertir algunos de sus programas radiales en pódcast. Como resultado del cierre, fueron despedidos 10 empleados de tiempo completo y 25 empleados de medio tiempo.
Algunas de las estaciones de la cadena se convirtieron en emisoras afiliadas de las cadenas rivales de deportes hispanófonas TUDN Radio y la entonces recientemente lanzada Unanimo Deportes (gestionada por el expresentador de ESPN, Lino García), mientras que la emisora WEPN en Nueva York reemplazó a la cadena por la señal nacional de ESPN Radio en inglés. El resto de las antiguas emisoras cambiaron su programación por otros formatos.

## Eslóganes
- 2005-2019: Solo deportes, solo en español
- 2005: Llegamos para quedarnos
- 2006-2019: El líder mundial de deportes
- 2007-2019: La deportiva de nuestra gente
- 2010-2019: En donde el fútbol es mucho más que 90 minutos